# 繁星戏剧村
39°54′05″N 116°22′25″E / 39.9012784°N 116.3735315°E
繁星戏剧村，位于北京市西城区宣武门内大街抄手胡同64号，是民营小剧场集群。

## 简介
繁星戏剧村的所在地抄手胡同64号据说是清朝某贝子府。2009年，繁星戏剧村在此开张。繁星戏剧村是中华人民共和国第一家也是最大规模的民营小剧场集群，同时是该国首家“场制合一”的民营小剧场。繁星戏剧村占地面积将近6000平方米，设有5个小剧场，以及“繁星美术馆”，还有多个餐饮机构。繁星戏剧村主要上演话剧，兼有其他各门类演出。